# Merel Freriks
Merel Freriks (Hoofddorp, 6 januari 1998) is een Nederlandse handbalster die uitkomt in de
Franse competitie voor Brest Bretagne Handball.